# Glocalizzazione editoriale
La glocalizzazione editoriale consiste nel trasferimento della produzione di un prodotto editoriale nel territorio, dove le edizioni locali sono realizzate in sinergia con la sede principale. Il termine glocalizzazione è il risultato della fusione dei termini "globalizzazione" e localizzazione".

È frutto di un processo in atto a partire dagli anni Ottanta che coinvolge alcuni gruppi editoriali di quotidiani italiani.
Secondo il modello editoriale prevalente, le redazioni locali inviano gli articoli alla sede centrale, dove viene confezionato il giornale nella sua interezza. Questo è il modello produttivo che ha contraddistinto il XX secolo e che è seguito ancora oggi da molti quotidiani nazionali (tra i quali i due maggiori, come Corriere della Sera e la Repubblica)
Obiettivo del modello editoriale glocale è creare una sinergia tra un quotidiano nazionale, o interregionale, e uno o più giornali locali radicati nel territorio, con redazioni e produzioni che possono essere dei giornali a sé stanti. Tale modello presenta il vantaggio di andare oltre la pagina locale inserita nel corpo del quotidiano nazionale.
In Italia, questa forma di quotidiano si è realizzata in quattro tipologie:
1. La prima è quella praticata dalla Poligrafici Editoriale, che consiste nel prendere quotidiani regionali di prestigio storico (nello specifico Il Resto del Carlino di Bologna, La Nazione di Firenze e Il Giorno di Milano) affiancando una redazione nazionale con un marchio preciso (in tal caso "Quotidiano Nazionale"). Per la forte caratterizzazione storica delle testate, i giornali mantengono edizioni con pagine locali distinte per zona.
2. Il secondo percorso è quello del gruppo Finegil (controllato dal Gruppo editoriale L'Espresso), il quale ha impostato una serie numerosa di quotidiani locali con nome proprio (nella maggior parte dei casi si tratta di quotidiani già esistenti confluiti nel gruppo, cioè acquistati, oppure di testate storiche riprese), alcuni con tirature limitate, in un elevato numero di zone. Un'unica redazione nazionale, la stessa impostazione grafica, e tante redazioni locali. Questa strada è simile a quella praticata da molte decine di anni dal gruppo Athesis, che pubblica in questo modo Il giornale di Vicenza, L'Arena e Bresciaoggi. Da sottolineare che per accordi nati, o imposti, da un unico raccoglitore pubblicitario, non vi sono sovrapposizioni fra le due catene.
3. Il terzo percorso sono gli accordi per realizzare i «tandem», soluzione adottata da La Stampa di Torino e da Il Giornale di Milano. La Stampa è distribuito per la quasi totalità in Piemonte, però ha una fama e una reputazione nazionale. Il secondo è un giornale nazionale politicamente vicino al centrodestra. Entrambi hanno trovato conveniente trovare sinergie con quotidiani locali. Il giornale locale, fortemente radicato nel territorio, si vende in tandem (abbinamento obbligatorio) con il grande giornale nazionale non particolarmente diffuso in quella zona.
4. Infine c'è il percorso praticato dai giornali nazionali. Da alcuni anni il Corriere della Sera ha costituito e sta costituendo giornali fisicamente separati con redazioni e temi regionali (Corriere del Mezzogiorno, Corriere Fiorentino, Corriere del Veneto).